# Ynglingatal
Ynglingatal (lit. Enumeração dos Inglingos ou Lista dos Inglingos) é um poema escáldico, com 54 versos, enunciando uma lista de 27 reis lendários da mítica dinastia dos Inglingos, e descrevendo a sua origem divina a partir dos deuses nórdicos na Uplândia (Suécia) e a sua chegada mais tarde a Folde Ocidental (Noruega). Foi escrito provavelmente nos finais do século IX ou princípios do X, e é atribuído ao escaldo (poeta) norueguês Tiodolfo de Hvinir (ca 860–935). Não existe nenhum manuscrito sobrevivente, sendo o seu conteúdo apenas conhecido através das menções feitas na Saga dos Inglingos (Ynglingasaga), escrita pelo cronista islandês Snorri Sturluson no século XIII, tendo como base narrativas e cantos tradicionais nos países nórdicos.
O poema descreve a origem sueca da dinastia dos reis noruegueses. Começa com os reis suecos, desde Fliolmo, filho de Ínguino (o deus Frei), até Ingoldo, o Malfeitor. Continua com o rei Olavo, o Desbravador, fugitivo na Varmlândia. Termina com os reis noruegueses, de Haldano Pernas Brancas até ao relativamente obscuro Ragualdo, o Muito Honrado, primo do rei Haroldo Cabelo Belo (c. 850 – c. 933).
Escrita na Noruega, esta obra conecta a dinastia real norueguesa não só aos deuses como também aos célebres Inglingos suecos de Upsália, tendo assim uma função propagandística. O texto foi igualmente usado como modelo para o poema Háleygjatal, que comemora os ancestrais dos jarls de Lade desde Odim até Haquino, o Poderoso (m. 995), com fins propagandísticos similares.[carece de fontes?]
A Ynglingatal foi utilizada como fonte pelo escritor islandês Esnorro Esturleu para a sua Saga dos Inglingos, a parte introdutória da crónica Heimskringla (História dos reis da Noruega) no início do século XIII. A mensagem subjacente da Ynglingatal e da Saga dos Inglingos é de que esses reis descendiam dos deuses nórdicos. Segundo Esnorro, os suecos foram inicialmente governados por Odim, seguido de Niordo e finalmente Frei (ou Ínguino), o primeiro rei inglingo, que fez de Upsália sua capital. Seu filho, Fliolmo, é o primeiro rei que aparece no obra, e a partir deste ponto a obra de Esnorro segue fielmente a Ynglingatal.